# Hannah Wettig
Hannah Wettig (* 2. Januar 1971 in Göttingen) ist eine deutsche Publizistin. Ihre Arbeitsschwerpunkte sind die Arabische Welt, Entwicklungszusammenarbeit, Feminismus. Ihre Reportagen und Analysen erscheinen regelmäßig in der Jungle World, analyse & kritik sowie verschiedenen anderen Zeitungen, darunter Die Welt, Emma, die Neue Gesellschaft/Frankfurter Hefte und die Jüdische Allgemeine.

## Leben und Wirken
Hannah Wettig ist die Tochter von Inge Wettig-Danielmeier und Klaus Wettig. Nach dem amerikanischen High-School-Abschluss und dem Abitur studierte sie Sozialwissenschaften und Arabistik in Göttingen sowie Arabisch in Kairo und Damaskus. Anschließend absolvierte sie ein Volontariat bei der Berliner Zeitung. Danach arbeitete sie einige Jahre als Reporterin für die englischsprachige Beiruter Tageszeitung The Daily Star. Von 2007 bis 2009 arbeitete sie als Referentin im Bundesministerium für wirtschaftliche Zusammenarbeit.
Sie hat zwei Töchter mit dem Schriftsteller Joachim Helfer.
Seit Ausbruch der Revolutionen des Arabischen Frühlings bereiste sie verstärkt die Region und berichtet u. a. aus Libyen, Tunesien, Ägypten. Seit 2012 tritt sie für die syrisch-deutsche Nichtregierungsorganisation (NGO) Adopt a Revolution auf, die Unterstützung für den Aufstand gegen den syrischen Diktator Baschar al-Assad organisiert. Von 2013 bis 2016 arbeitete sie für die deutsch-irakische NGO Wadi e.V. als Projektmanagerin für die Kampagne „Stop FGM Middle East“, die gegen weibliche Genitalverstümmelung in den muslimisch geprägten Ländern des Nahen und Mittleren Ostens sowie Südasiens kämpft. Seit 2016 koordiniert sie das Projekt "Vom Flüchtling zum Bürger und zur Bürgerin".
Wettig zog mit den Wahlen im Herbst 2021 für die Partei Bündnis 90/Die Grünen in die Bezirksverordnetenversammlung des Bezirks Pankow von Berlin ein und bildet dort gemeinsam mit Almuth Tharan die Spitze der Grünen-Fraktion.

## Buchveröffentlichungen
- Aufbruch in Libanon. Auf dem Weg zur Zedernrevolution. Reportagen aus Beirut, Berlin: Vorwärts Buch, 2005, ISBN 978-3-86602-922-4
- Auf dem Weg zur einen Welt, Berlin, 2012 (Zusammen mit Heidemarie Wieczorek-Zeul), Berlin: Vorwärts-Buch, 2012, ISBN 978-3-86602-937-8